# Dicephalarcha acupicta
Dicephalarcha acupicta är en fjärilsart som beskrevs av Diakonoff 1973. Dicephalarcha acupicta ingår i släktet Dicephalarcha och familjen vecklare. Inga underarter finns listade i Catalogue of Life.